# Birger Sahlberg
Birger Ragnar Nikolaus Sahlberg, född 11 september 1887 i Stockholm, död 28 mars 1975 i Huddinge församling, var en svensk skådespelare.

## Filmografi (urval)
- 1963 – Kurragömma
- 1960 – Domaren
- 1958 – Musik ombord
- 1957 – Johan på Snippen tar hem spelet
- 1957 – Räkna med bråk
- 1956 – Främlingen från skyn
- 1956 – Flickan i frack
- 1956 – Den tappre soldaten Jönsson
- 1956 – Johan på Snippen
- 1955 – Älskling på vågen
- 1955 – Sista ringen
- 1954 – Gula divisionen
- 1954 – Gud Fader och tattaren
- 1954 – Flicka utan namn
- 1953 – Vägen till Klockrike
- 1953 – Folket i fält
- 1953 – Kungen av Dalarna
- 1952 – Flyg-Bom
- 1952 – En fästman i taget
- 1951 – Tull-Bom
- 1950 – När Bengt och Anders bytte hustrur
- 1950 – Sånt händer inte här
- 1950 – Två trappor över gården
- 1949 – Gatan
- 1948 – Lilla Märta kommer tillbaka
- 1947 – Mästerdetektiven Blomkvist
- 1947 – Lata Lena och blåögda Per
- 1947 – Stackars lilla Sven
- 1947 – Folket i Simlångsdalen
- 1947 – Kronblom
- 1945 – Den glade skräddaren
- 1945 – Trötte Teodor
- 1945 – Rattens musketörer
- 1944 – Flickan och Djävulen
- 1944 – Vändkorset
- 1944 – Vår Herre luggar Johansson
- 1943 – En fånge har rymt
- 1943 – I mörkaste Småland
- 1942 – Halta Lottas krog
- 1942 – En trallande jänta
- 1942 – Fallet Ingegerd Bremssen
- 1942 – Sexlingar
- 1942 – General von Döbeln
- 1941 – Snapphanar
- 1941 – Dunungen
- 1941 – Göranssons pojke
- 1938 – Med folket för fosterlandet
- 1919 – Ingmarssönerna

## Teater

### Roller
| År   | Roll        | Produktion                                                                             | Regi         | Teater           |
| ---- | ----------- | -------------------------------------------------------------------------------------- | ------------ | ---------------- |
| 1918 |             | Filmkungen, eller Klockan 8 börjar revolutionen, revy Emil Norlander                   | Axel Hultman | Kristallsalongen |
| 1920 | Bobban      | Kolingar på villovägar (Robert und Bertram oder Die lustigen Vagabunden) Gustav Raeder |              | Mindre Teatern   |
| 1921 | Medverkande | Fågel Fenix land, revy                                                                 |              | Mindre Teatern   |
| 1922 | Baldevin    | Baldevins bröllop (Baldevins bryllup) Wilhelm Krag                                     | Albert Ståhl | Centralteatern   |

### Koreografi
| År   | Produktion             | Upphovsmän  | Regi          | Teater         |
| ---- | ---------------------- | ----------- | ------------- | -------------- |
| 1920 | Gröngölingar, spexrevy | X2          | Anton Salmson | Mindre Teatern |
| 1921 | Luffarkongressen, revy | Uno Weilerz | Uno Weilerz   | Mindre Teatern |